# 세종SR파크
세종SR파크(영어: Sejong SR Park)는 세종특별자치시 나성동에 위치한 상업시설이다.

## 위치
- 세종 2-4생활권(중심상업 CB-1-3)

## 같이 보기
- 세종특별자치시의 상업시설 목록